# 제1회 EBS 국제다큐영화제
제1회 EBS 국제다큐영화제는 2004년 8월 30일에 열린 시상식이다.

## 수상 및 후보

### 대상
- 안녕 나의 집 - 간 차오 수상

### 다큐멘터리 정신상
- 여정 - 비나얀 고도츠 수상

### 시청자 관객상
- 어느 암환자의 해피데이 - 두 키드로르 외 1명 수상